# Roger Vonlanthen
Roger Vonlanthen (Lancy, 5 de dezembro de 1930 — 7 de julho de 2020) foi um futebolista e treinador suíço que atuava como atacante.

## Carreira
Roger Vonlanthen fez parte do elenco da Seleção Suíça de Futebol, na Copa do Mundo de 1954, em casa na Suíça e 1962.